# TSS Kanowna
El TSS Kanowna fue un barco de vapor australiano construido en 1902. El Kanowna, de 6.993 toneladas y 126 metros de eslora, fue construido por William Denny and Brothers de Dumbarton, Escocia, y tenía un diseño de doble tornillo. Encalló y se hundió el 19 de febrero de 1929.

## Hundimiento

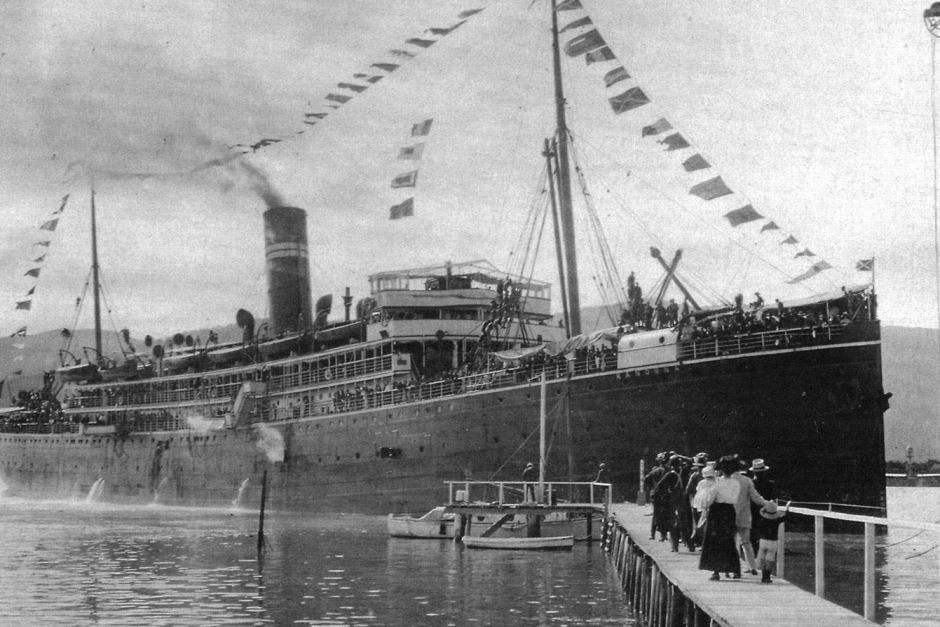
Una fotografía de 1914 de Kanowna en Cairns

El 18 de febrero de 1929, el Kanowna chocó contra las rocas cerca de la isla Cleft (Promontorio Wilsons) mientras realizaba un viaje entre Sidney y Melbourne. Los pasajeros fueron trasladados al SS Mackarra. Aunque en un principio se pensó que el Kanowna podría salvarse varando, las calderas del barco se habían apagado. La tripulación fue llevada a bordo del SS Dumosa, y el Kanowna se hundió a la mañana siguiente. Un tribunal de instrucción declaró culpable del siniestro al capitán del buque, que no redujo la velocidad del barco ni actuó con la debida precaución en medio de la niebla.
Hasta 2005 se desconocía el lugar exacto del naufragio. El 23 de abril, cuatro buzos hallaron un pecio a 50 km de profundidad en el estrecho de Bass, sumergido a unos 80 metros de profundidad, que se creía que era el antiguo mercante. Una inspección más detallada del lugar del naufragio el 8 de mayo permitió a los buzos cotejar los restos del naufragio con los dibujos del Kanowna.